# Henri Meunier (illustrateur français)
Pour les articles homonymes, voir Henri Meunier et Meunier.
Henri Meunier, né en 1972 à Suresnes (Hauts-de-Seine), est un artiste français, illustrateur et auteur de littérature jeunesse.

## Biographie
Natif de Suresnes, Henri Meunier vit et travaille à Toulouse, après avoir vécu à Bordeaux. Il étudie les arts plastiques à l'Université, puis travaille durant six ans comme travailleur social. Il publie ses premiers ouvrages jeunesse en 2001, aux éditions du Rouergue :  Méêêêtro, boulot.. qu'il écrit et illustre, et Le Paradis, qu'il écrit, sur des illustrations de Anouk Ricard.
Il a écrit ou illustré plusieurs dizaines d'ouvrages, et il est publié par de nombreux éditeurs jeunesse réputés, dont les éditions du Rouergue, les éditions Thierry Magnier, Grasset Jeunesse, Actes sud junior ou l'Atelier du poisson soluble.
Il est également scénariste de bande dessinée.
Il a partagé un atelier à Bordeaux avec les auteurs et / ou illustrateurs Régis Lejonc, Alfred, Olivier Latyk et Richard Guérineau.
Il collabore avec son collègue Régis Lejonc pour la réalisation de plusieurs ouvrages, et sont récompensés à plusieurs reprises : en 2003 par le Prix Octogone, pour La môme aux oiseaux qu'il a écrit, sur des illustrations de Régis Lejonc ; en 2018, par le Prix Sorcières, dans la catégorie Carrément Sorcières - Fiction,  pour l'album Cœur de bois qu'il a écrit, sur des illustrations de Régis Lejonc, leur cinquième collaboration. Selon ce dernier : « Le sujet profond de ce livre est celui de la résilience : comment se construit-on après avoir subi des atrocités. Il ne s'agit surtout pas de pardon, et évidemment pas d'oubli. » L'ouvrage est également « coup de cœur » 2017 du Centre national de la littérature pour la jeunesse (BnF), qui écrit dans son avis critique : « Dans un langage subtil à décoder, justement parce qu'ils se jouent des codes, les auteurs nous entraînent sur les terres de l'intime. L'illustration est puissante, sombre ». Selon l'avis critique du site de référence Ricochet, « Malgré les maltraitances subies, [l'héroïne] a réussi à pardonner l'impardonnable et à construire sa vie. Un magnifique récit, à l'écriture soignée et aux illustrations hyperréalistes, sur la résilience, l'amour et le pardon. » En 2022, ils signent Le berger et l'assassin, qui se déroule dans les montagnes, en Haute-Savoie. Pour  La Revue des livres pour enfants : « Dans la lignée des grands récits alpins, le duo d'auteurs imagine une histoire qui n'aurait pas pu naître ailleurs. [...] Le romanesque explose à chaque page de ce texte à l'âpreté philosophique, construit autour d'une situation historique faisant inévitablement écho à l'actualité. La montagne y apparaît alors comme lieu de passage et de rencontre, comme frontière métaphysique à franchir, révélant in fine la profonde humanité qui relie en un même souffle les assassins et les bergers. »
En 2019, il commence la série Taupe et mulot avec l'auteur illustrateur Benjamin Chaud. Pour  le premier opus Les beaux jours, Michel Abescat écrit dans le journal Télérama : « trois histoires à la fraîcheur craquante comme sorties de l’éternité de l’enfance [...] Et deux héros de belle fantaisie ». Le huitième tome est publié en 2024.

## Quelques œuvres
- Méêêêtro, boulot.., éditions du Rouergue, 2001
- Le Paradis, texte de Henri Meunier, illustrations de Anouk Ricard, éditions du Rouergue, 2001
- Le cri, Henri Meunier, Régis Lejonc, Rouergue, 2003
- Arrête ton cinéma !, texte de Guillaume Guéraud, ill. Henri Meunier,  Rouergue, 2003
- Komunikation zéro, texte de Henri Meunier, ill. par Thierry Murat, Rouergue, 2003
- La môme aux oiseaux, texte de Henri Meunier, ill. Régis Lejonc, Rouergue, 2003[13] Prix Octogone 2003[5]
- La mer et lui, Henri Meunier et Régis Lejonc, Rouergue, 2004 ; rééd. Notari, 2013
- La Famille Ogre, éditions Thierry Magnier, 2004 « Bibliothèque idéale » du Centre national de la littérature pour la jeunesse (BnF)[14]
- Au panier, Henri Meunier, ill. Nathalie Choux, Rouergue, 2004 Prix Écolire 2006
- L'Autre fois, Rouergue, 2005 Prix Octogone catégorie graphisme 2005
- Après la nuit (BD), scénario Henri Meunier et Richard Guérineau, dessin Richard Guérineau, couleur Raphaël Hédon, Delcourt, 2008 [15],[16]
- Grand et Petit, texte Henri Meunier, illustrations Joanna Concejo, L'Atelier du poisson soluble, 2008
- La rue qui ne se traverse pas, Henri Meunier, Régis Lejonc, Notari, 2011
- Méli Mélodie, Henri Meunier et Martin Jarrie, Rouergue, 2013
- Amanda chocolat, texte de Bernard Friot, illustré par Henri Meunier, Milan, 2014
- Cour des miracles, texte Henri Meunier, illustrations Jean-François Martin, Rouergue, 2014[17]
- C'est la vie mon poussin !, René Gouichoux, Henri Meunier, Albin Michel jeunesse, 2015
- Cœur de bois[4],[8],[9], texte de Henri Meunier, illustrations Régis Lejonc, Notari, 2016 Prix Sorcières 2018[7], catégorie Carrément Sorcières - Fiction
- Au commencement, Henri Meunier, Vincent Bergier, Seuil jeunesse, 2017
- Tout comme, Rouergue, 2017
- Sept macchabées : sept morts-vivants à la conquête du Pôle (BD), scénario Henri Meunier, dessin Étienne Le Roux, couleur Thierry Leprévost, Delcourt, 2017[18]
- Au commencement, Henri Meunier, Vincent Bergier, Seuil jeunesse, 2017
- 1temps[19], Henri Meunier, Aurore Petit, Rouergue, 2018
- La face cachée du prince charmant, Guillaume Guéraud et Henri Meunier, Rouergue, 2019
- Notre part de ciel, Henri Meunier et Benjamin Chaud, Hélium, 2020
- Mirabelle Prunier, Henri Meunier et Nathalie Choux, Rouergue, 2020
- Un nouveau bon tour de Renart, une histoire de Robert Giraud d'après Le roman de Renart, illustré par Henri Meunier, Père Castor-Flammarion, 2021
- Pas sûr que les cow-boys s'embrassent : histoires courtes, Henri Meunier, illustré par Nathalie Choux, Actes Sud junior, 2021
- La princesse rebelle se dévoile, Guillaume Guéraud et Henri Meunier, Rouergue, 2021
- Le Lion, Henri Meunier et Vincent Mathy, Albin Michel jeunesse, 2021
- Petites nouvelles de la révolution, Henri Meunier et Alex Cousseau, Sarbacane, 2021
- Le berger et l'assassin[10], Henri Meunier et Régis Lejonc, Little urban, 2022
- Croque-cochon, Rouergue, 2022
- La chaussette de Josette, Simon Priem et Henri Meunier, Sarbacane, 2022
- Peter Panpan, Nathan, 2023
- Motié motié[20], illustrations de Nathalie Choux, Rouergue 2023
- Bo et Ma : grand dimanche, petits oublis[21], illustrations de Nathalie Choux, Casterman, 2025

### Séries
- série Capitaine, Milan

1. La mer est mon jardin, 2008
2. Mon trésor, 2009

- série Le Casse (bande dessinée) : Tome 2 :  Le troisième jour, scénario Henri Meunier et Richard Guérineau, dessin Richard Guérineau, couleur Delf, Delcourt, 2010 — BD
- série Les trop super, Henri Meunier et Nathalie Choux, Actes sud junior — série jeunesse, une 12aine de titres, dont :
  - Jurassic poule, 2015
  - La Trouilleuse fantôme, 2015
  - Les Sept sœurs Dolly, 2016
  - Tictac le coucou toc-toc, 2016
  - Robank des bois, 2016
  - Julietta, la méduse amoureuse, 2017
  - Kacasting le grand, roi des castors, 2017
  -  Morse attack, 2020
  - Le monde selon Grosantox, 2022
- série Taupe et mulot[11], Henri Meunier et Benjamin Chaud, Hélium

1. Les beaux jours[12],[22], 2019
2. La tarte aux lombrics[23], 2019
3. Notre part de ciel, 2020
4. Bonnet blanc et blanc bonnet[24], 2021
5. Apprendre à voler, 2022
6. Faire famille, 2023
7. Atteindre les sommets, 2023
8. Faire fête de nos infortunes, 2024

## Prix et distinctions
- 2003 : Prix Octogone[5],[6] catégorie Album pour La môme aux oiseaux, texte de Henri Meunier, illustrations de Régis Lejonc
- 2005 : Prix Octogone catégorie graphisme pour L'Autre fois, texte et illustration de Henri Meunier.
- 2006 : Prix Écolire pour Au panier,  texte de Henri Meunier et illustration de Nathalie Choux.
- 2018 : Prix Sorcières[7],[25] catégorie Carrément Sorcières - Fiction, pour Cœur de bois, texte de Henri Meunier, illustrations de Régis Lejonc.
- 2021 :  Prix Bernard Versele[26] pour La face cachée du prince charmant, avec Guillaume Guéraud.

En juillet 2025, trois de ses ouvrages font partie de la « Bibliothèque idéale » du Centre national de la littérature pour la jeunesse (BnF).